# 도산초등학교 (충남)
도산초등학교는 대한민국 충청남도 논산시 벌곡면 도산리에 있는 공립 초등학교이다.

## 학교 연혁
- 1932년 3월 5일 도산간이학교 개교
- 1942년 4월 1일 벌곡국민학교 도산분교장
- 1949년 9월 30일 도산국민학교 승격 분리
- 1964년 7월 15일 덕천분교 설치
- 1968년 3월 1일 덕천국민학교 승격 분리
- 1983년 3월 1일 병설유치원 개원
- 1986년 1월 1일 벽지학교로 지정
- 1990년 3월 1일 덕천분교장 통합
- 1994년 3월 1일 덕천분교장 폐교

## 참고 자료
- 도산초등학교 - 한국교육학술정보원 학교알리미